# Richard P. Bland

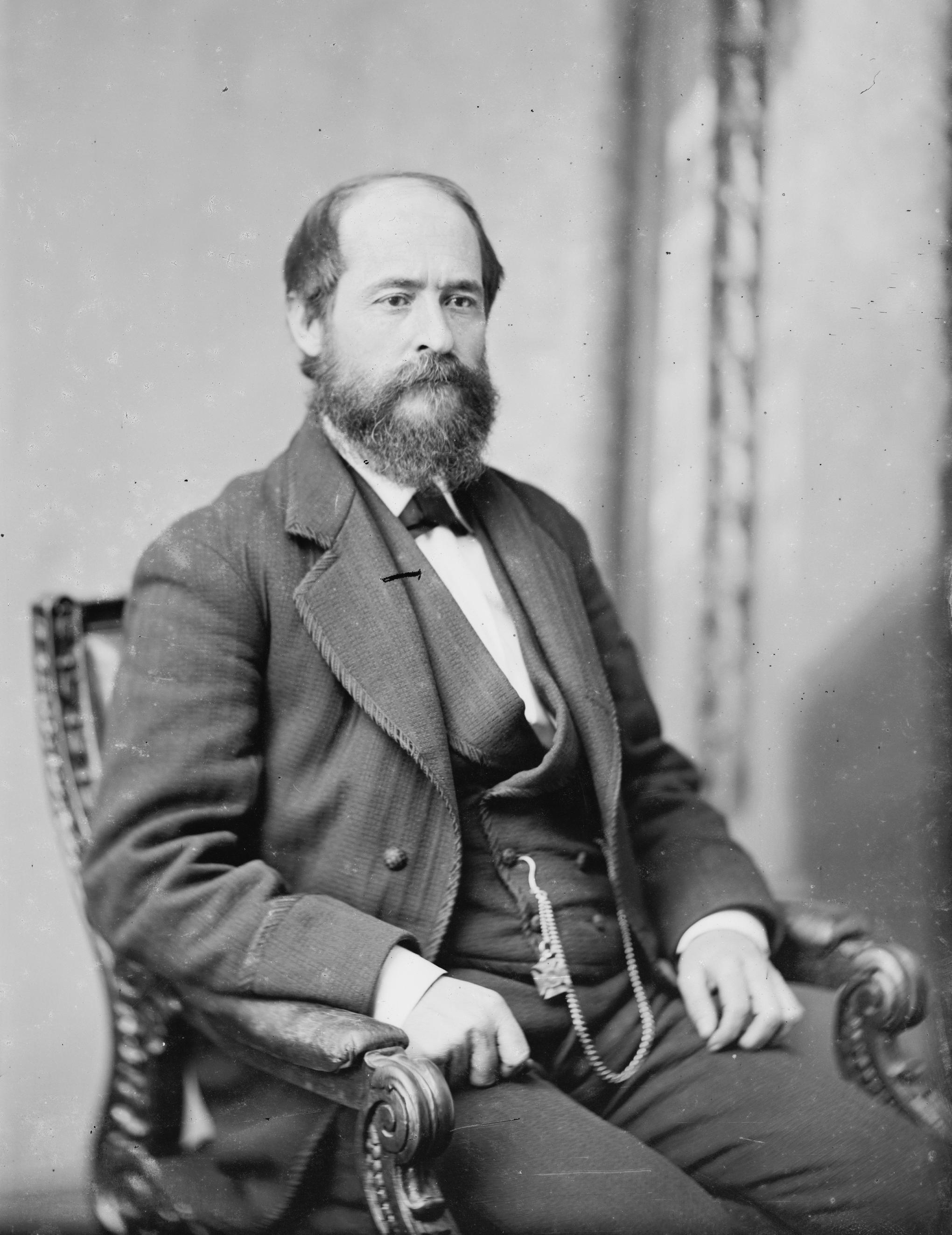
Richard P. Bland

Richard Parks Bland (* 19. August 1835 bei Hartford, Ohio County, Kentucky; † 15. Juni 1899 in Lebanon, Missouri) war ein US-amerikanischer Politiker. Zwischen 1873 und 1895 sowie nochmals von 1897 bis 1899 vertrat er den Bundesstaat Missouri im US-Repräsentantenhaus.

## Werdegang
Richard Bland besuchte die Hartford Academy und wurde dann zum Lehrer ausgebildet. Im Jahr 1855 zog er in das Wayne County in Missouri und anschließend über Kalifornien in den westlichen Teil des Utah-Territoriums, wo 1864 der Staat Nevada gegründet wurde. In den dortigen Städten Virginia City und Carson City arbeitete er als Lehrer sowie im Bergbau. Nach einem gleichzeitigen Jurastudium und seiner Zulassung als Rechtsanwalt begann er in Virginia City in diesem Beruf zu praktizieren. Zwischen 1860 und 1864 war Bland Kämmerer im heute nicht mehr existierenden Carson County. Im Jahr 1865 kehrte er nach Missouri zurück, wo er in Rolla als Anwalt arbeitete. Im August 1869 verlegte er seine Kanzlei und seinen Wohnsitz nach Lebanon.
Politisch war Bland Mitglied der Demokratischen Partei. Bei den Kongresswahlen des Jahres 1872 wurde er im fünften Wahlbezirk von Missouri in das US-Repräsentantenhaus in Washington, D.C. gewählt, wo er am 4. März 1873 die Nachfolge von Samuel Swinfin Burdett antrat. Nach zehn Wiederwahlen konnte er bis zum 3. März 1895 elf zusammenhängende Legislaturperioden im Kongress absolvieren. Zwischen 1883 und 1893 vertrat er dort als Nachfolger von John Bullock Clark den elften sowie seit 1893 als Nachfolger von John Joseph O’Neill den achten Distrikt seines Staates. Bei den Wahlen des Jahres 1894 scheiterte Bland knapp am Republikaner Joel Douglas Hubbard. Zwei Jahre später konnte er Hubbard im Kongress wieder ablösen und sein Mandat nach einer Wiederwahl im Jahr 1898 vom 4. März 1897 bis zu seinem Tod am 15. Juni 1899 ausüben.
Während seiner Zeit im Kongress war Richard Bland zwischen 1875 und 1877 Vorsitzender des Bergbauausschusses. Von 1883 bis 1895 leitete er das Committee on Coinage, Weights and Measures. Im Jahr 1878 brachte er zusammen mit dem republikanischen Abgeordneten und späteren US-Senator William B. Allison das Währungsgesetz Bland-Allison Act im Kongress ein, das 1890 durch den Sherman Silver Purchase Act ersetzt wurde. In Blands letzte Zeit als Kongressabgeordneter fiel der Spanisch-Amerikanische Krieg von 1898. Auf der Democratic National Convention im Jahr 1896 erhielt er 296 Stimmen zur Nominierung als demokratischer Präsidentschaftskandidat. Das reichte allerdings nicht, um die Nominierung selbst zu erringen. Diese ging erstmals an William Jennings Bryan, dessen dann erfolglosen Präsidentschaftswahlkampf Bland unterstützte.
Der am 15. Juni 1899 verstorbene Politiker war seit 1873 mit Virginia Mitchell verheiratet, mit der er sechs Kinder hatte. Er wurde in Lebanon beigesetzt. Zu seinen Ehren wurde die Stadt Bland nach ihm benannt.